# David B.
Pierre-François "David" Beauchard (Nîmes, 9 februari 1959), die bekend is onder het pseudoniem David B., is een Frans stripauteur. Hij is een van de oprichters van de Franse stripuitgever L'Association.
Hij studeerde een kunstopleiding in Parijs en volgde tekenles als vrije student bij Georges Pichard. Hij werkte eerst als illustrator en als tekenaar van kinderstrips. Om zijn strips die buiten het normale formaat vielen te kunnen maken, stond hij mee aan de wieg van L'Association. Geïnspireerd door Amerikaanse autobiografieën in stripvorm begon hij het verhaal van zijn jeugd te vertellen in Vallende ziekte. In zes delen beschreef David B. hoe zijn familie omging met de epilepsie van zijn broer. In Straatsburg was hij omstreeks het jaar 1984 als tekenleraar een belangrijke inspiratie voor Marjane Satrapi.

## Albums

### Nederlandstalig
- Het alfabet der ruïnes (uitgave Dupuis, 2001)
- Babel (uitgave Oog & Blik, 2005)
- Langs duistere wegen (uitgave Oog & Blik, 2009)
- Vallende ziekte (uitgave Atlas, 2006)
- Kapitein Scharlaken (uitgeverij Dupuis, 2000), scenario David B, tekeningen Emmanuel Guibert.
- Alex #39: Veni, vidi, vici (Casterman, 2018), tekeningen van Giorgio Albertini
- Alex #41: De god zonder naam (Casterman, 2020), tekeningen van Giorgio Albertini

### Franstalig
- Le cercueil de course (uitgave L' Association, 1997)
- L'Ascension du Haut Mal (uitgave L' Association, 1996-2003, meerdere delen)
- Par les chemins noirs (uitgave Futuropolis, 2007-2008, twee delen)
- Roi Rose (uitgave Gallimard, 2009)
- Les incidents de la nuit (uitgave L' Association)
- Hiram Lowatt et Placido (Dargaud), scenario David B, tekeningen Blain

- Biblioteca Nacional de España: XX1075430
- Bibliothèque nationale de France: cb123079693 (data)
- Gemeinsame Normdatei: 122296966
- International Standard Name Identifier: 0000 0001 2018 0334
- Library of Congress Control Number: n96107455
- Nationale Bibliotheek van Tsjechië: jn20010602564
- Nationale Bibliotheek van Israël: 987007571044605171
- Nederlandse Thesaurus van Auteursnamen: 19289854X
- RKD-Nederlands Instituut voor Kunstgeschiedenis: 360103
- Istituto Centrale per il Catalogo Unico: CFIV190420
- LIBRIS: 380865
- Système universitaire de documentation: 028821556
- Virtual International Authority File: 51756031
- WorldCat: E39PBJqVPR7DBFhxYgTBYyg7pP